# رودولف کریستف یوکن
رودولف کریستف یوکن (به آلمانی: Rudolf Christoph Eucken) فیلسوف آلمانی و برنده جایزه ادبی نوبل (۱۹۰۸) بود

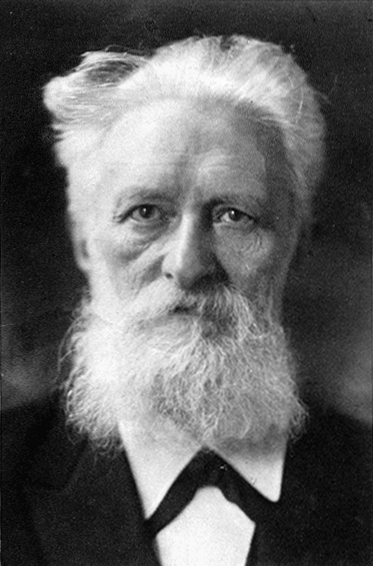
رودولف کریستف یوکن

## آثار
- تاریخ و تحلیل مهمترین ارکان عصر ما
- بخش حقیقی دین
- معنی و ارج زندگی ۱۹۰۸